# Molomea alternata
Molomea alternata är en insektsart som först beskrevs av Victor Antoine Signoret 1855.  Molomea alternata ingår i släktet Molomea och familjen dvärgstritar. Inga underarter finns listade i Catalogue of Life.